# برايان تورنر (لاعب كرة قدم أسترالية)
برايان تورنر (بالإنجليزية: Brian Turner)‏ هو لاعب كرة قدم أسترالية أسترالي، ولد في 19 ديسمبر 1933.

## وصلات خارجية
- برايان تورنر (لاعب كرة قدم أسترالية) على موقع AustralianFootball.com (الإنجليزية)
- برايان تورنر (لاعب كرة قدم أسترالية) على موقع AFLtables.com (الإنجليزية)
- برايان تورنر (لاعب كرة قدم أسترالية) على موقع أوليمبيديا (الإنجليزية)